# Мадеев, Виктор Георгиевич
Виктор Георгиевич Мадеев — российский учёный в области безопасности эксплуатации ядерных реакторных установок, лауреат Ленинской премии.

## Биография
Родился 15 ноября 1929 г. в Смоленске.
Окончил Московский государственный университет (1952) по специальности «физика».
С 1953 г. работал в ЛИПАН и Курчатовском институте: старший лаборант, младший научный сотрудник, с 1964 г. начальник лаборатории радиационной защиты, с 2015 главный научный сотрудник.
С 1979 г. по совместительству преподавал в МАИ: доцент, профессор кафедры «Моделирование ядерных процессов и технологий».
Научные интересы: перенос нейтронов и фотонов в среде, защита от излучений ядерных реакторов, базовые (реперные) эксперименты, космическая ядерная энергетика.
Доктор технических наук. Профессор (2003).

## Из библиографии
Соавтор учебника:
- Безопасность эксплуатации ядерных реакторных установок : Учеб. пособие для студентов … по направл. … 652200 — Двигатели летат. аппаратов и спец. 130500 — Электроракет. двигатели и энерг. установки / А. А. Коротеев, В. Г. Мадеев. — М. : Интеграция, 2001. — 195 с. : ил., табл.; 20 см; ISBN 5-7035-2491-1

## Награды и премии
Лауреат Ленинской премии 1985 г. (вместе с член-корр. АН СССР, д.т. н. Пономарёвым-Степным Н. Н.).

## Семья
жена, двое детей.